# سامسونج كلاكسي أكسكوفر 3
سامسونج جلاكسي أكسكوفر 3 (بالإنجليزية: Samsung Galaxy Xcover 3)‏ هو هاتف ذكي من إلكترونيات سامسونج يعمل بنظام أندرويد تم الكشف عنه في أبريل 2015 في معرض إيفا برلين، سيتم طرحه في الأسواق في أبريل 2015.

## الخصائص
| معلومات                                     | معلومات |
| ------------------------------------------- | --- |
| وصف                                         | معروف ايضا باسم Samsung SM-G388F |
| الشبكة                                      | |
| الجيل الثانى                                | GSM 850 / 900 / 1800 / 1900 |
| الجيل الثالث                                | HSDPA |
| شريحة الاتصال                               | يدعم |
| الجيل الرابع                                | LTE 800 / 850 / 900 / 1800 / 2100 / 2600 |
| تاريخ الصنع                                 | |
| أعلن                                        | مارس ، 2015 |
| تاريخ نزوله الاسواق                         | أبريل ، 2015 |
| الأبعاد                                     | |
| ابعاد الموبايل                              | 10 ملم |
| الوزن                                       | 154 جرام |
| اضافات                                      | شهادة IP67 -مقاومه الغبار و مقاومة للماء يصل إلى 1 متر و 30 دقيقة شهادة MIL-STD-810G - لمقاومه الملح والغبار والرطوبة والأمطار، والاهتزاز، والإشعاع الشمسي والنقل والصدمة الحرارية |
| الشاشة                                      | |
| النوع                                       | كابستيف تدعم اللمس 16 مليون لون |
| الحجم                                       | 480 × 800 بكسل، 4.5 بوصة |
| كثافة                                       | 207 نقطة في البوصة |
| اللمس المتعدد                               | يدعم |
| الصوت                                       | |
| أنواع التنبية                               | الاهتزاز؛ MP3، نغمات WAV |
| مكبر الصوت                                  | يدعم |
| جاك 3.5 مم                                  | يدعم |
| الكاميرا                                    | |
| الكاميرا الأساسية (الخلفية)                 | 5 ميجا بكسل، 2592 × 1944 بكسل، ضبط تلقائي للصورة، فلاش LED |
| مميزات                                      | يدعم |
| الفديو                                      | يدعم |
| الكاميرا الثانوية (الأمامية)                | 2 ميجا بكسل |
| نظام وإمكانيات الهاتف                       | |
| نظام التشغيل                                | اندرويد الاصدار 4.4.4 كيت كات ، الترقية الي اندرويد الاصدار 5.0 المصاصة |
| أجهزة الاستشعار                             | التسارع، والدوران، والقرب، بوصلة |
| الذاكرة                                     | |
| فتحة البطاقة (Card slot)                    | مايكرو - ما يصل إلى 32 جيجا |
| الذاكرة الداخلية                            | 8 جيجا ، 1.5 جيجا رام |
| البيانات                                    | |
| جى بى آر إس GPRS                            | يدعم |
| سرعة انترنت الجيل الثانى (إي دي جي إي EDGE) | يدعم |
| السرعة                                      | HSPA |
| الشبكات المحلية اللاسلكية (WLAN)            | يدعم |
| رسائل                                       | الرسائل القصيرة ، رسائل الوسائط المتعددة، البريد الإلكتروني، ودفع البريد، IM، RSS                                                                                                  |
| البلوتوث                                    | يدعم |
| ان اف سي                                    | يدعم |
| يو اس بي                                    | يدعم , microUSB الاصدار الثانى |
| مواصفات آخرى                                | |
| تصفح الانترنت                               | HTML5 |
| الراديو                                     | راديو FM |
| GPS                                         | يدعم , مع دعم A-GPS |
| Java                                        | يدعم , عن طريق جافا MIDP المحاكي |
| الألوان المتاحة                             | الرمادي |
| البطارية                                    | |
| النوع                                       | ليثيوم ايون mAh 2200 ميلي امبير |